# Mroczków-Kamionka
Mroczków-Kamionka – wieś w Polsce położona w województwie świętokrzyskim, w powiecie skarżyskim, w gminie Bliżyn.
W latach 1975–1998 miejscowość administracyjnie należała do województwa kieleckiego.